# Raphael Gualazzi
Raphael Gualazzi, né le 11 novembre 1981 à Urbino, est un chanteur et pianiste italien.

## Biographie
Participant au festival de Sanremo 2011, Raphael Gualazzi gagne le prix Mia-Martini de la critique réservé aux nouveaux venus, ainsi que le prix de la Radio Sala. 
Il est choisi le 19 février 2011 pour représenter l'Italie au Concours Eurovision de la chanson 2011, qui n'avait pas participé depuis 1997 à cette manifestation. Il y chante « Madness of Love », une version bilingue anglais-italien de « Follia d'amore », le titre qui lui avait permis de remporter le prix Mia Martini à Sanremo. Il se classe 2e lors de la finale à Düsseldorf le 14 mai 2011.
Son second album « Reality and Fantasy »  est sorti en 2011 chez Sugar Music et s'est vendu à plus de 100 000 exemplaires dans le monde.
Le 10 septembre 2012, « Reality and Fantasy » est ré-édité chez Blue Note avec six inédits et son dernier album « Happy Mistake » est sorti le 2 avril 2013.

## Discographie

### Albums
| Album                   | Détails                                                                  | Classement | Classement | Classement | Certifications   |
| Album                   | Détails                                                                  | ITA        | AUT        | ALL        | Certifications   |
| ----------------------- | ------------------------------------------------------------------------ | ---------- | ---------- | ---------- | ---------------- |
| Love Outside the Window | - Released: 16 septembre 2005 - Label: Edel Music - Format: CD, download | 44         | —          | —          | —                |
| Reality and Fantasy     | - Released: 16 février 2011 - Label: Sugar Music - Format: CD, download  | 4          | 53         | 49         | - FIMI: Platinum |
| Happy Mistake           | - Released: 2 avril 2013 - Label: Blue Note - Format: CD, download       |            | —          | —          | —                |

### EPs
| EP               | Détails                                                               |
| ---------------- | --------------------------------------------------------------------- |
| Raphael Gualazzi | - Released: 28 September 2010 - Label: Sugar Music - Format: download |

### Singles
| Année | Single                               | Classement | Classement | Classement | Classement | Classement | Classement | Certifications | Album / EP          |
| Année | Single                               | ITA        | AUT        | BEL (FLA)  | BEL (WAL)  | NL         | SWI        | Certifications | Album / EP          |
| ----- | ------------------------------------ | ---------- | ---------- | ---------- | ---------- | ---------- | ---------- | -------------- | ------------------- |
| 2010  | "Reality and Fantasy"                | —          | —          | —          | —          | —          | —          |                | Raphael Gualazzi    |
| 2011  | "Follia d'amore" / "Madness of Love" | 8          | 40         | 83         | 85         | 90         | 52         | - FIMI: Gold   | Reality and Fantasy |
| 2011  | "A Three Second Breath"              | —          | —          | —          | —          | —          | —          |                | Reality and Fantasy |
| 2011  | "Calda estate (dove sei)"            | —          | —          | —          | —          | —          | —          |                | Reality and Fantasy |
| 2011  | "Love Goes Down Slow"                | —          | —          | —          | —          | —          | —          |                | Reality and Fantasy |

### Vidéos
| Année | Titre                   | Réalisation    |
| ----- | ----------------------- | -------------- |
| 2010  | "Reality and Fantasy"   | Valentina Be   |
| 2011  | "Follia d'amore"        | Valentina Be   |
| 2011  | "A Three Second Breath" | Duccio Forzano |
| 2011  | "Madness of Love"       | Duccio Forzano |
| 2011  | "Love Goes Down Slow"   | Marco Missano  |